# Atractus potschi
Atractus potschi là một loài rắn trong họ Colubridae. Loài này được Fernandes miêu tả khoa học đầu tiên năm 1995.